# دواين نوريس
دواين نوريس هو لاعب هوكي الجليد كندي، ولد في 8 يناير 1970 في سانت جونز في كندا.

## وصلات خارجية
- دواين نوريس على موقع دوري الهوكي الوطني (الإنجليزية)
- دواين نوريس على موقع EliteProspects.com (الإنجليزية)
- دواين نوريس على موقع Eurohockey.com (الإنجليزية)
- دواين نوريس على موقع HockeyDB.com (الإنجليزية)
- دواين نوريس على موقع Hockey-Reference.com (الإنجليزية)
- دواين نوريس على موقع أوليمبيديا (الإنجليزية)